# Фибингерова, Гелена
Гелена Фибингерова (чеш. Helena Fibingerová; род. 13 июля 1949[…], Víceměřice[…]), в замужестве Шмидова (чеш. Šmídová) — чехословацкая легкоатлетка, специалистка по толканию ядра. Выступала за сборную Чехословакии по лёгкой атлетике в 1969—1988 годах, обладательница бронзовой медали Олимпийских игр в Монреале, чемпионка мира, серебряная призёрка международного турнира «Дружба-84», серебряная и бронзовая призёрка чемпионатов Европы, победительница Кубков мира и Европы, бывшая рекордсменка мира. Первая женщина, преодолевшая в толкании ядра рубеж 22 метра (20.08.1977 Нитра, Словакия) - 22,32 метра.

## Биография
Гелена Фибингерова родилась 13 июля 1949 года в муниципалитете Вицемержице района Простеёв. Занималась лёгкой атлетикой Остраве, проходила подготовку в местном клубе «Витковице».
Впервые заявила о себе на международном уровне в сезоне 1969 года, когда вошла в состав чехословацкой сборной и выступила на Европейских легкоатлетических играх в помещении в Белграде, где в зачёте толкания ядра стала пятой. Позднее в той же дисциплине закрыла десятку сильнейших на чемпионате Европы в Афинах.
В 1970 году заняла девятое место на чемпионате Европы в помещении в Вене.
На чемпионате Европы 1971 года в Хельсинки показала 12-й результат.
В 1972 году была восьмой на чемпионате Европы в помещении в Гренобле. Благодаря череде успешных выступлений удостоилась права защищать честь страны на летних Олимпийских играх в Мюнхене — в финале толкнула ядро на 18,81 метра, расположившись в итоговом протоколе соревнований на седьмой строке.
В 1973 году превзошла всех соперниц на чемпионате Европы в помещении в Роттердаме.
В 1974 году была лучшей на чемпионате Европы в помещении в Гётеборге, выиграла бронзовую медаль на чемпионате Европы в Риме. На домашних соревнованиях в Готтвальдове установила мировой рекорд — 21,57 метра, продержавшийся почти год.
На чемпионате Европы в помещении 1975 года в Катовице стала серебряной призёркой.
В 1976 году Фибингерова вновь стала рекордсменкой мира, на домашнем турнире в Опаве показала результат 21,99 метра. Принимала участие в Олимпийских играх в Монреале — здесь толкнула ядро на 20,67 метра и завоевала бронзовую награду, уступив только болгарке Иванке Христовой и советской толкательнице Надежде Чижовой.
В 1977 году победила на чемпионате Европы в помещении в Сан-Себастьяне, тогда как на соревнованиях в Нитре улучшила мировой рекорд до 22,32 — данный результат оставался наивысшим мировым достижением почти на протяжении трёх лет и был превзойдён представительницей ГДР Илоной Слупянек. Также в этом сезоне Фибингерова стала второй на Кубке мира в Дюссельдорфе.
В 1978 году одержала победу на чемпионате Европы в помещении в Милане, завоевала серебряную награду на домашнем чемпионате Европы в Праге.
В 1979 году взяла бронзу на VII летней Спартакиаде народов СССР в Москве, была второй на Кубке мира в Монреале.
В 1980 году отметилась победой на чемпионате Европы в помещении в Зиндельфингене.
В 1981 году получила серебро на чемпионате Европы в помещении в Гренобле, показала второй результат на Кубке мира в Риме.
В 1982 году стала серебряной призёркой на чемпионате Европы в помещении в Милане и на чемпионате Европы в Афинах.
В 1983 году победила на чемпионате Европы в помещении в Будапеште. Участвовала во впервые проводившемся чемпионате мира по лёгкой атлетике в Хельсинки — в финале с результатом в 21,05 метра одержала победу, став первой чемпионкой мира в толкании ядра. Кроме того, в этом сезоне превзошла всех соперниц на Кубке Европы в Лондоне.
В 1984 году победила на чемпионате Европы в помещении в Гётеборге. Рассматривалась в качестве кандидатки на участие в Олимпийских играх в Лос-Анджелесе, однако Чехословакия вместе с несколькими другими странами восточного блока бойкотировала эти соревнования по политическим причинам. Вместо этого Фибингерова выступила на альтернативном турнире «Дружба-84» в Праге, где выиграла серебряную медаль, пропустив вперёд лишь советскую легкоатлетку Наталью Лисовскую.
В 1985 году одержала победу на чемпионате Европы в помещении в Пирее, став таким образом восьмикратной чемпионкой континента в закрытых помещениях. Была второй на Кубке Европы в Москве, третьей на Кубке мира в Канберре.
На чемпионате Европы 1986 года в Штутгарте закрыла десятку сильнейших.
В 1987 году стала третьей на домашнем Кубке Европы в Праге, восьмой на чемпионате мира в Риме.
Завершила спортивную карьеру по окончании сезона 1988 года.
Впоследствии занималась предпринимательской деятельностью, работала в Чешской ассоциации лёгкой атлетики. Была замужем за толкателем ядра и тренером Ярославом Шмидом.